# Heaven
«Heaven» (в переводе с англ. — «Небеса») — первый сингл с тринадцатого студийного альбома Delta Machine британской группы Depeche Mode. Композиция написана Мартином Гором. Мировая премьера песни состоялась на радиостанции KROQ 30 января 2013 года. Сингл стал доступен для цифровой загрузки 1 февраля 2013 года, а релиз на физическом носителе состоялся 5 февраля.
Би-сайдом сингла стала песня «All That’s Mine», написанная Дэйвом Гааном в сотрудничестве с Куртом Инала, которая позже была издана также и на бонусном диске Delta Machine.

## Музыкальный видеоклип
Клип на песню был представлен 1 февраля на канале VEVO. Режиссёром стал Тимоти Сачченти, который в октябре 2012 года работал с группой над студийным промовидео. Съёмки проходили в Новом Орлеане. В клипе группа исполняет песню, находясь в здании церкви. По словам Дэйва Гаана, на клип оказал влияние фильм Терренса Малика «Древо жизни».

## Списки композиций
| №                   | Название            | Длительность |
| ------------------- | ------------------- | ------------ |
| 1.                  | «Heaven»            | 4:03         |
| 2.                  | «All That’s Mine»   | 3:23         |
| Общая длительность: | Общая длительность: | 7:26         |

| №                   | Название                               | Длительность |
| ------------------- | -------------------------------------- | ------------ |
| 1.                  | «Heaven»                               | 4:03         |
| 2.                  | «Heaven (Owlle Remix)»                 | 4:48         |
| 3.                  | «Heaven (steps to heaven rmx)»         | 6:07         |
| 4.                  | «Heaven (Blawan Remix)»                | 5:43         |
| 5.                  | «Heaven (Mathew Dear vs Audion Remix)» | 5:59         |
| Общая длительность: | Общая длительность:                    | 26:40        |

| №                   | Название                                            | Длительность |
| ------------------- | --------------------------------------------------- | ------------ |
| 1.                  | «Heaven (Blawan Dub)»                               | 7:14         |
| 2.                  | «Heaven (Owlle Remix)»                              | 4:48         |
| 3.                  | «Heaven (steps to heaven voxdub)»                   | 6:07         |
| 4.                  | «Heaven (Matthew Dear vs. Audion Instrumental Mix)» | 6:11         |
| Общая длительность: | Общая длительность:                                 | 24:20        |

## Чарты
| Чарт (2013)                                  | Высшая позиция |
| -------------------------------------------- | -------------- |
| Австрия (Ö3 Austria Top 40)                  | 22             |
| Бельгия/Фландрия (Ultratop 50)               | 50             |
| Бельгия/Валлония (Ultratop 50)               | 12             |
| Дания (Tracklisten)                          | 27             |
| Франция (SNEP)                               | 27             |
| Германия (GfK)                               | 2              |
| Венгрия (Rádiós Top 40)                      | 14             |
| Венгрия (Single Top 40)                      | 1              |
| Ирландия (IRMA)                              | 84             |
| Италия (FIMI)                                | 24             |
| Нидерланды (Single Top 100)                  | 95             |
| Испания (PROMUSICAE)                         | 11             |
| Швейцария (Schweizer Hitparade)              | 18             |
| Великобритания (OCC UK Singles)              | 60             |
| США (Billboard Hot Singles Sales)            | 2              |
| США (Billboard Hot Rock & Alternative Songs) | 43             |
| США (Billboard Alternative Airplay)          | 33             |
| США (Billboard Dance Club Songs)             | 1              |

| Чарт (2013)                          | Позиция |
| ------------------------------------ | ------- |
| Венгрия (Rádiós Top 40)              | 92      |
| Италия (FIMI)                        | 95      |
| США (Billboard Hot Dance Club Songs) | 29      |

## Сертификации
| Регион | Сертификация | Продажи |
| --- | ------------ | ------- |
| Италия (FIMI) | Золотой      | 15 000* |
| * Данные о продажах приведены только на основе сертификации. ^ Данные о тиражах приведены только на основе сертификации. |              |         |

## Кавер-версии
- Датская индастриал-группа Leæther Strip записала свою версию песни[30][31].